# Abolicionismo no Brasil
A história do abolicionismo no Brasil remonta à primeira tentativa de abolição da escravidão indígena no Brasil, em 1611, à sua abolição definitiva pelo Marquês de Pombal, em 1755 e 1758, durante o reinado de D. José I, e aos movimentos emancipacionistas no período colonial, particularmente a Conjuração Baiana de 1798, em cujos planos encontrava-se a erradicação da escravidão. Após a Independência do Brasil (1822), as discussões a este respeito estenderam-se por todo o período do Império, tendo adquirido relevância a partir de 1850 e caráter verdadeiramente popular a partir de 1870, culminando com a assinatura da Lei Áurea de 13 de maio de 1888, que extinguiu a escravidão no Brasil.

## Período imperial

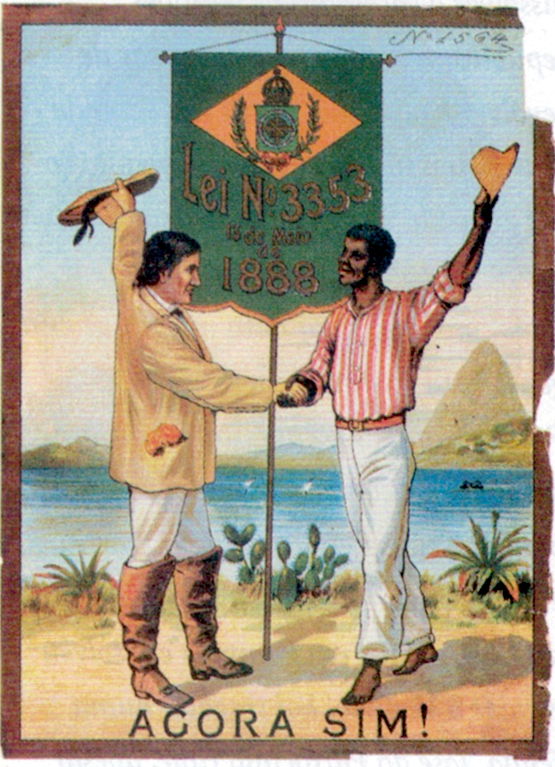
Cartaz de 1888, do acervo do Arquivo Nacional, comemorativo da Abolição da Escravidão no Brasil.

José Bonifácio de Andrada e Silva, em sua famosa representação à Assembleia Constituinte de 1824, já havia chamado a escravidão de "cancro mortal que ameaçava os fundamentos da nação".
O conselheiro Antônio Rodrigues Veloso de Oliveira foi uma das primeiras vozes abolicionistas do Brasil recém-independente. Nas palavras do historiador Antônio Barreto do Amaral: "Em suas "Memórias para o melhoramento da Província de São Paulo, aplicável em grande parte às demais províncias do Brasil", apresentadas ao príncipe D. João VI em 1810, e publicadas pelo autor em 1822, após enumerar e criticar os atos dos capitães-generais que concorriam para entravar o desenvolvimento paulista, passa a tratar do elemento servil e da imigração livre, que poderia concorrer para a vinda das populações europeias flageladas pelas devastações das guerras de Napoleão. Propunha, o conselheiro Veloso de Oliveira, que, na impossibilidade do estabelecimento de correntes migratórias, prosseguisse o comércio de escravos, mas que a escravidão do indivíduo importado fosse restringida a dez anos e que, no Brasil, nascessem livres os filhos dos escravos".
No Período Regencial, desde 7 de novembro de 1831, a Câmara dos Deputados havia aprovado e a Regência promulgado a Lei Feijó, que proibia o tráfico de escravos africanos para o país, porém esta lei não foi aplicada.
Em março de 1845, esgotou-se o prazo do último tratado assinado entre o Brasil e o Reino Unido, e o governo britânico decretou, em agosto, o ato Bill Aberdeen. Com o nome de Lord Aberdeen, do Foreign Office (o Ministério britânico das Relações Exteriores), o ato dava, ao almirantado britânico, o direito de aprisionar navios negreiros, mesmo em águas territoriais brasileiras, e julgar seus comandantes. Por meio do ato, os capitães britânicos receberam poderes de atracar em navios brasileiros em alto-mar e verificar se transportavam escravos. Caso o fizessem, deveriam se desfazer da carga, devolvendo os escravos à África, ou transferi-la para os navios britânicos.
Criticado no próprio Reino Unido por pretender tornar a Inglaterra a "guardiã moral do mundo", no Brasil, o ato Bill Aberdeen provocou pânico em traficantes e proprietários de escravos e de terras. A consequência imediata do Bill Aberdeen foi o significativo e paradoxal aumento no comércio de escravos, por conta da antecipação das compras de escravos antes da proibição em definitivo e, especialmente, da grande elevação do preço dos escravos. Caio Prado Júnior diz que, em 1846, entraram 50 324 escravos e, em 1848, 60 mil. Calcula-se que, até 1850, o país recebeu 3,5 milhões de africanos cativos.
Os navios britânicos perseguiam embarcações suspeitas, a marinha britânica invadia águas territoriais e ameaçava bloquear portos. Houve incidentes, troca de tiros no Paraná. Alguns capitães, antes de serem abordados, jogavam, no oceano, a carga humana. Os infratores eram fazendeiros ou proprietários rurais, todos escravagistas.
As províncias protestavam, pois, na época, no Brasil, a escravidão era coisa natural, integrada à rotina e aos costumes, vista como instituição necessária e legítima. Uma sociedade intensamente desigual dependia do escravo para se manter.
Cedendo às pressões, D. Pedro II deu um passo importante: seu gabinete elaborou um projeto de lei, apresentado ao parlamento pelo Ministro da Justiça Eusébio de Queirós, que adotava medidas eficazes para a extinção do tráfico. Convertido na lei n.º 581, de 4 de setembro de 1850, determinava, seu artigo 3:
São autores do crime de importação, ou de tentativa dessa importação, o dono, o capitão ou mestre, o piloto e o contramestre da embarcação, e o sobrecarga. São cúmplices a equipagem, e os que coadjuvarem o desembarque de escravos no território brasileiro e que concorrerem para ocultar ao conhecimento da autoridade, ou para os subtrair à apreensão no mar, ou em ato de desembarque sendo perseguida.
Um dos seus artigos determinava o julgamento dos infratores pelo Almirantado, passando, assim, ao Governo imperial, o poder de julgar, que, antes, era conferido a juízes locais
Tantos foram os protestos que, em julho de 1852, Eusébio de Queirós teve que comparecer à Câmara dos Deputados para apelar para a mudança da opinião pública. Lembrou que muitos fazendeiros do norte enfrentavam dificuldades financeiras, sem poder pagar suas dívidas com os traficantes. Muitos haviam hipotecado suas propriedades para especuladores e grandes traficantes - entre os quais numerosos portugueses - para obter recursos destinados à compra de mais cativos. Lembrou ainda que, se continuasse a entrar no Império tão grande quantidade de escravos africanos, haveria um desequilíbrio entre as categorias da população - livres e escravos -, ameaçando os primeiros. A chamada "boa sociedade" ficaria exposta a "perigos gravíssimos", pois o desequilíbrio já provocara numerosas rebeliões (como a dos Malês, em Salvador, em 1835).
No ano de 1854, foi aprovada a Lei Nabuco de Araújo, nome do Ministro da Justiça de 1853 a 1857, que previa sanções para as autoridades que encobrissem o contrabando de escravos. Os últimos desembarques de que se tem notícia aconteceram em 1856.

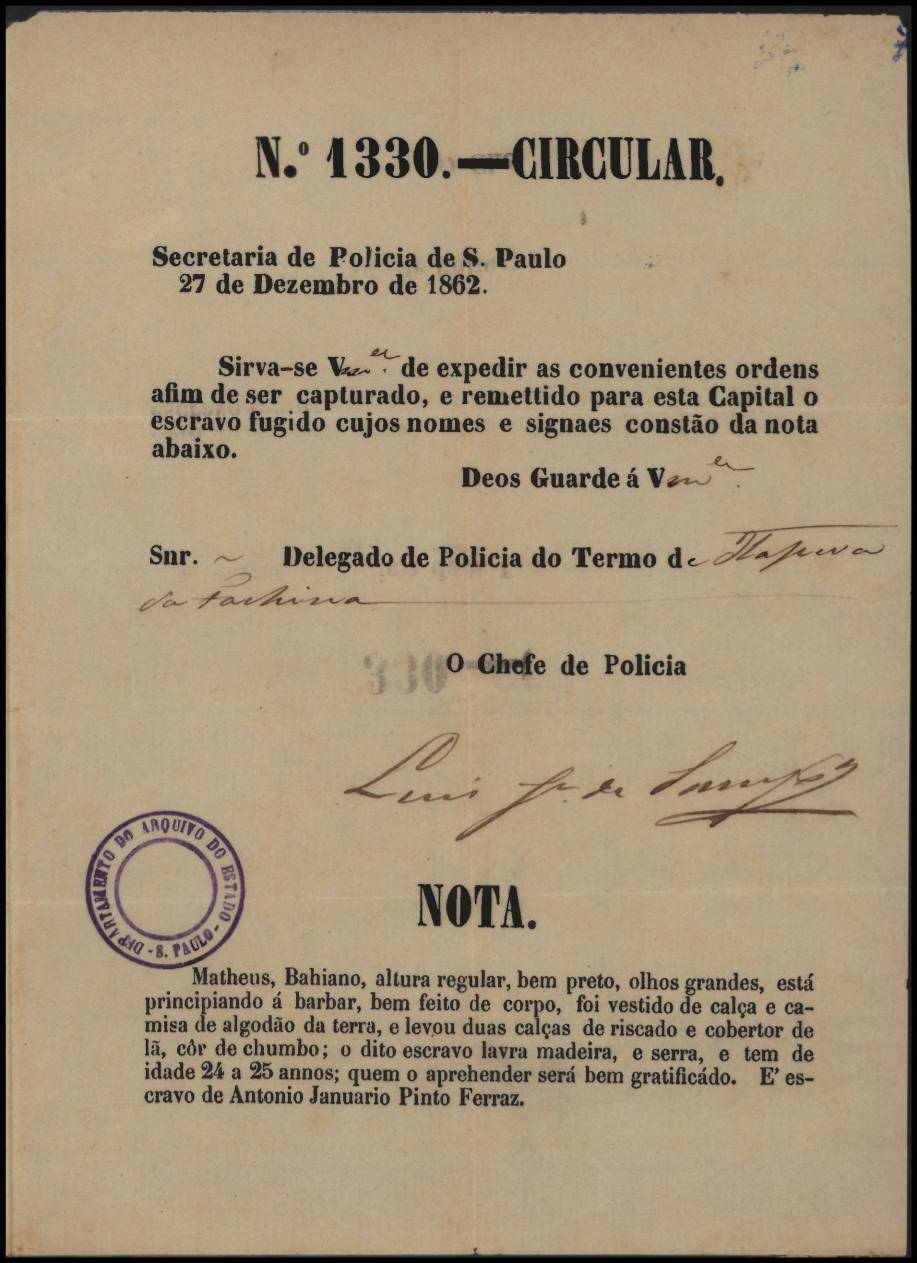
A estrutura policial buscava o apoio social para recapturar fugitivos no combate a fuga de escravizados. Circular de 27 de dezembro de 1862 ordenando a captura de escravizado. Item do acervo do Arquivo Público do Estado de São Paulo (APESP).

A imigração até 1850 vinha sendo um fenômeno espontâneo. Entre 1850 e 1870, passou a ser promovida pelos latifundiários. Vindos primeiramente da Alemanha, sem êxito, e depois da Itália, os imigrantes, muitas vezes enganados e com contratos que os faziam trabalhar em regime quase escravo, ocuparam-se do trabalho rural na economia cafeeira. Tantos retornaram a seus países que houve necessidade de intervenção de consulados e das entidades que os protegiam, como algumas sociedades promotoras de imigração. Foram muitas as regiões em que os escravos foram substituídos pelos imigrantes. Algumas cidades em 1874 tinham 80% dos trabalhadores rurais negros, e, em 1899, 7% de trabalhadores negros e 93% brancos.
Em 1850, após a aprovação de lei de autoria de Eusébio de Queirós, a escravidão começou a declinar com o fim do tráfico de escravos. Progressivamente, os imigrantes europeus assalariados substituíram os escravos no mercado de trabalho. Mas foi só a partir da Guerra do Paraguai (1864-1870) que o movimento abolicionista ganhou impulso. Dos milhares de ex-escravos que retornaram da guerra vitoriosos, muitos, até mesmo os condecorados, correram o risco de voltar à condição anterior por pressão dos seus antigos donos. O problema social tornou-se uma questão política para a elite dirigente do Segundo Reinado.
A abolição do tráfico de escravos, seu baixo índice de reprodução, as várias epidemias de malária, as constantes fugas de escravos, a multiplicação dos quilombos e a alforria de muitos escravos, inclusive daqueles que lutaram na Guerra do Paraguai, contribuíram sensivelmente para a diminuição da quantidade de escravos no Brasil à época da abolição.

### Campanha abolicionista

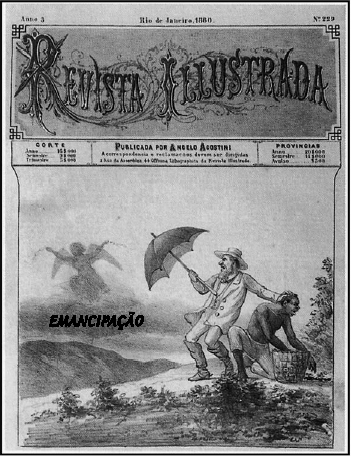
Edição de 1880 da Revista Ilustrada falando sobre a campanha abolicionista

Por volta de 1852, as primeiras associações e clubes abolicionistas surgiram pelo país, como a Sociedade Abolicionista Dois de Julho (1852), fundada por jovens estudantes da Faculdade de Medicina da Bahia. Em 1880, políticos importantes, como Joaquim Nabuco e José do Patrocínio, criam, no Rio de Janeiro, a Sociedade Brasileira Contra a Escravidão, que estimula a formação de dezenas de agremiações semelhantes pelo Brasil. Da mesma forma, o jornal O Abolicionista, de Nabuco, e a Revista Ilustrada, de Ângelo Agostini, servem de modelo a outras publicações antiescravistas. Advogados, artistas, intelectuais, jornalistas e políticos engajam-se no movimento e arrecadam fundos para pagar cartas de alforria. Embora não se divulgue muito, a Igreja Positivista do Brasil, de Miguel Lemos e Raimundo Teixeira Mendes, teve uma atuação destacada na campanha abolicionista, inclusive ao deslegitimar a escravidão, vista, a partir de então, como uma forma bárbara e atrasada de organizar o trabalho e tratar os seres humanos.
Personagens históricos masculinos como Joaquim Nabuco, José do Patrocínio, José Mariano, André Rebouças, João Clapp, entre outros, tomam o protagonismo do movimento abolicionista em boa parte da historiografia produzida. Com a agremiação de 13 associações, foi fundada em 13 de agosto de 1883 a Confederação Abolicionista, e, a partir de 1884, houve intensificação do ativismo em espaços públicos e maior institucionalização do movimento.
A participação feminina também foi de grande relevância na luta pelo fim da escravidão, atuando em parceria com os abolicionistas históricos ou de forma independente. Destaca-se a Sociedade Ave Libertas, grupo abolicionista fundado no Pernambuco em 1884 e liderado por mulheres, que, no primeiro ano de atividade, conseguiu a alforria de 200 cativos.

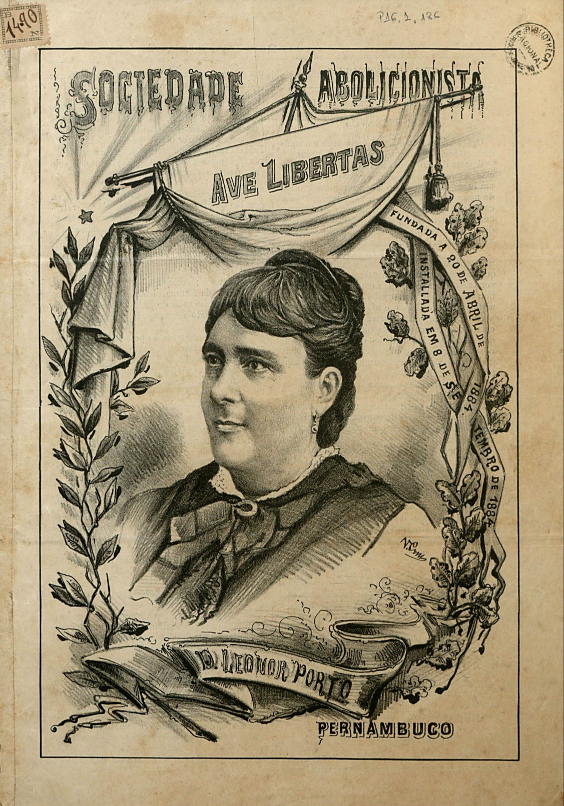
Capa do jornal da Sociedade Ave Libertas

Teve participação destacada na campanha abolicionista, a maçonaria brasileira, sendo que quase todos os principais líderes da abolição foram maçons. José Bonifácio, pioneiro da abolição, Eusébio de Queirós, que aboliu o tráfico de escravos, o Visconde do Rio Branco, responsável pela Lei do Ventre Livre, e os abolicionistas Luís Gama, Antônio Bento, José do Patrocínio, Joaquim Nabuco, Silva Jardim e Rui Barbosa eram maçons. Em 1839, os maçons David Canabarro e Bento Gonçalves emanciparam escravos durante a Guerra dos Farrapos.
No Recife, os alunos da Faculdade de Direito mobilizam-se, sendo fundada uma associação abolicionista por alunos como Plínio de Lima, Castro Alves, Rui Barbosa, Aristides Spínola, Regueira Costa, dentre outros.
Em São Paulo, destaca-se o trabalho do ex-escravo e um dos maiores heróis da causa abolicionista, o advogado Luís Gama, responsável diretamente pela libertação de mais de mil cativos. Criou-se, também na capital paulista, a Sociedade Emancipadora de São Paulo, com a participação de líderes políticos, fazendeiros, lentes da Faculdade, jornalistas e, principalmente de estudantes.

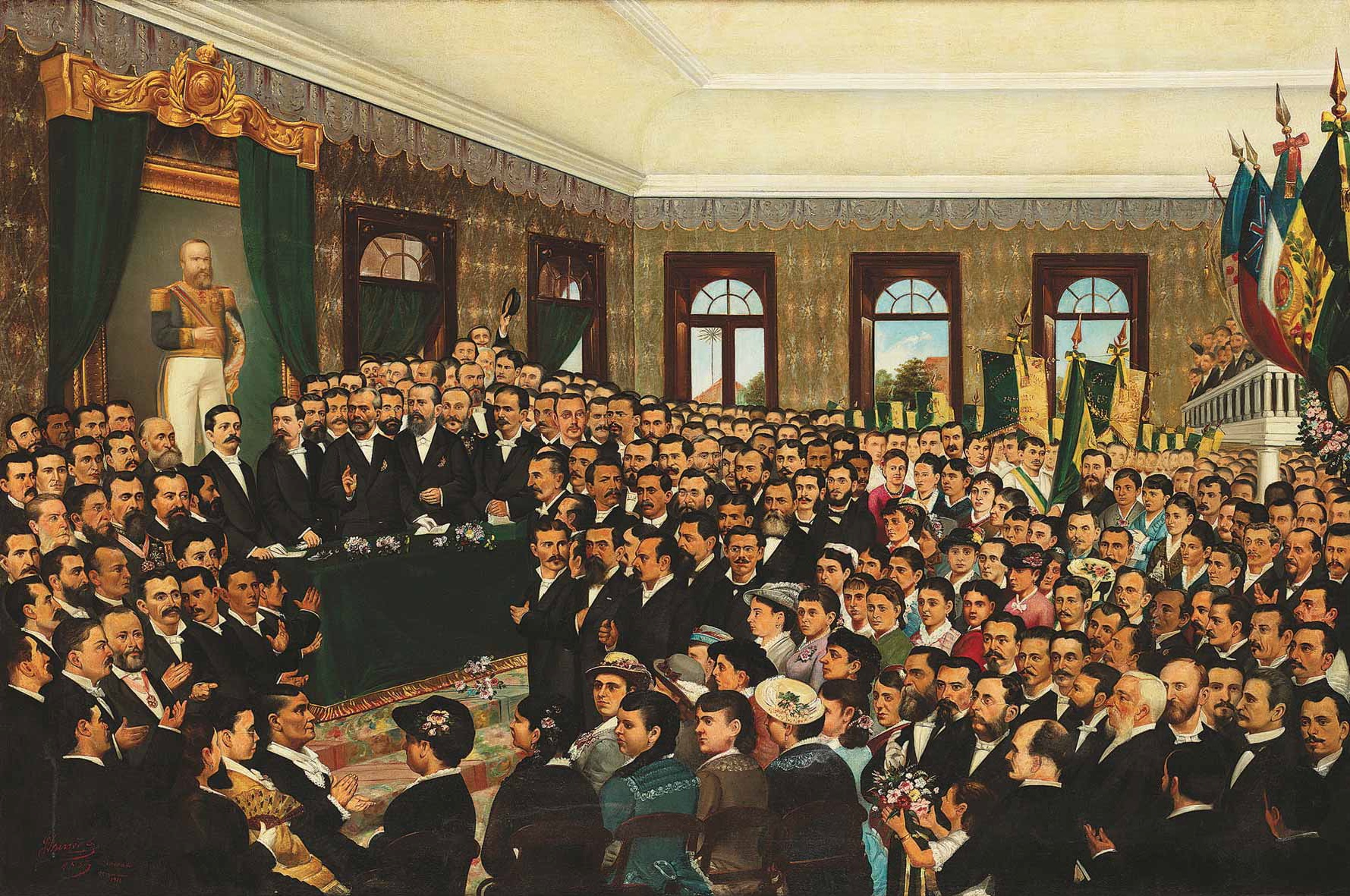
Pintura de José Irineu de Souza retratando a Assembleia Legislativa Provincial Cearense no ato de decretação do fim da escravidão no Ceará. (Acervo Museu do Ceará).

O país foi tomado pela causa abolicionista e, em 1884, o Ceará e o Amazonas aboliram a escravidão em seus territórios. Nos últimos anos da escravidão no Brasil, a campanha abolicionista se radicalizou com a tese "Abolição sem indenização" lançada por jornalistas, profissionais liberais e políticos que não possuíam propriedades rurais.

## As leis abolicionistas

### Lei do Ventre Livre
O Partido Liberal comprometeu-se publicamente com a causa do nascimento de crianças a partir daquela data, mas foi o gabinete do Visconde do Rio Branco, do Partido Conservador, que promulgou a primeira lei abolicionista, a Lei do Ventre Livre, em 28 de setembro de 1871. Em defesa da lei, o Visconde do Rio Branco apresenta a escravidão como uma "instituição injuriosa", menos para os escravos e mais para o país, sobretudo para sua imagem externa.
Depois de 21 anos sem qualquer medida governamental em relação ao fim da escravidão, foi votada a "Lei Rio Branco", mais conhecida como "Lei do Ventre Livre", que considerava livres todos os filhos de escravos nascidos a partir da sua data, e pretendia estabelecer um estágio evolutivo entre o trabalho escravo e o regime de trabalho livre, sem, contudo, causar mudanças abruptas na economia ou na sociedade. Na Câmara dos Deputados, o projeto de lei obteve 65 votos favoráveis e 45 contrários. Destes, 30 eram de deputados das três províncias cafeeiras: Minas Gerais, São Paulo e Rio de Janeiro. No Senado do Império, foram 33 votos a favor e 7 contra. Entre os votos contrários, 5 foram de senadores das províncias cafeeiras.
Segundo o disposto na lei, os filhos dos escravos – chamados de ingênuos – tinham duas opções: ou ficavam com os senhores de suas mães até a maioridade (21 anos) ou poderiam ser entregues ao governo. Na prática, os escravocratas mantiveram os ingênuos nas suas propriedades, tratando-os como se fossem escravos. Em 1885, dos 400 000 ingênuos, somente 118 ingênuos foram entregues ao governo – os proprietários optavam por libertar escravos doentes, cegos e deficientes físicos.
Por outro lado, a Lei Rio Branco teve o mérito de expor as mazelas da escravidão na imprensa e em atos públicos. Na década de 1890, cerca de meio milhão de crianças foram libertadas quando estariam entrando em idade produtiva.
A Lei do Ventre Livre declarava de condição livre os filhos de mulher escrava nascidos desde a data da lei. O índice de mortalidade infantil entre os escravos aumentou, pois, além das péssimas condições de vida, cresceu o descaso pelos recém-nascidos. A ajuda financeira prevista pela Lei do Ventre Livre aos fazendeiros para estes arcarem com as despesas da criação dos ingênuos jamais foi fornecida aos fazendeiros:
- § 1.º da lei 2 040:- Os ditos filhos menores ficarão em poder e sob a autoridade dos senhores de suas mães, os quais terão a obrigação de criá-los e tratá-los até a idade de oito anos completos. Chegando o filho da escrava a esta idade, o senhor da mãe terá opção, ou de receber do Estado a indenização de 600$000 (600 mil-réis), ou de utilizar-se dos serviços do menor até a idade de 21 anos completos. No primeiro caso, o Governo receberá o menor e lhe dará destino, em conformidade da presente lei.

Joaquim Nabuco escreveu em 1883:
O abolicionismo é antes de tudo um movimento político, para o qual, sem dúvida, poderosamente concorre o interesse pelos escravos e a compaixão pela sua sorte, mas que nasce de um pensamento diverso: o de reconstruir o Brasil sobre o trabalho livre e a união das raças na liberdade.— Joaquim Nabuco

### Lei dos Sexagenários
A partir de 1887, os abolicionistas passaram a atuar no campo, muitas vezes ajudando fugas em massa, fazendo com que, por vezes, os fazendeiros fossem obrigados a contratar seus antigos escravos em regime assalariado. Em 1887, diversas cidades libertaram os escravos; a alforria era normalmente condicionada à prestação de serviços (que, em alguns casos, implicava a servidão a outros membros da família).
Ceará e Amazonas libertaram seus escravos em 1885. A decisão do Ceará aumentou a pressão da opinião pública sobre as autoridades imperiais. Em 1885, o governo cedeu mais um pouco e promulgou a Lei Saraiva-Cotegipe, que regulava a "extinção gradual do elemento servil".
A Lei Saraiva-Cotegipe ficou conhecida como a Lei dos Sexagenários. Nascida de um projeto do deputado baiano Rui Barbosa, essa lei libertou todos os escravos com mais de 60 anos, mediante compensações financeiras aos seus proprietários mais pobres para que ajudassem esses ex-escravos. Porém, essa parte da lei jamais foi cumprida e os proprietários de escravos jamais foram indenizados. Os escravos que estavam com idade entre 60 e 65 anos deveriam "prestar serviços por 3 anos aos seus senhores e após os 65 anos de idade seriam libertos".
Poucos escravos chegavam a esta idade, e os que chegavam já estavam sem condições de garantir seu sustento, ainda mais agora que precisavam competir com os imigrantes europeus. Acresce ainda que, no recenseamento de 1872, que fez a primeira matrícula geral de escravos, muitos fazendeiros tinham aumentado a idade de seus escravos para burlarem a matrícula de 1872, escondendo os ingênuos introduzidos por contrabando após a Lei Eusébio de Queirós. Numerosos negros robustos e ainda jovens eram, legalmente, sexagenários, sendo libertos, neste caso, pela Lei dos Sexagenários, ainda em condições de trabalho. Os proprietários ainda tentariam anular a libertação, alegando terem sido enganados porque não foram indenizados como prometia a lei. As zonas recentemente desbravadas do Oeste Paulista revelavam-se mais dispostas à emancipação total dos escravos: ricas e prósperas, já exerciam grande atração sobre os imigrantes, e estavam mais bem preparadas para o regime de trabalho assalariado.

## As fugas e os quilombos dos últimos anos da escravidão no Brasil
Também os negros e mulatos escravizados passaram a participar mais ativamente da luta, fugindo das fazendas e buscando a liberdade nas cidades, especialmente, depois de 1885, quando foram proibidos os castigos corporais aos escravos fugidos quando viessem a ser recapturados. A lei n.º 3 310, de 15 de outubro de 1886, revogou o artigo n.º 60 do Código Criminal de 1830 e a lei n.º 4, de 10 de Junho de 1835, na parte em que impõem a pena de açoites, e determinou que "ao réu escravo serão impostas as mesmas penas decretadas pelo Código Criminal e mais legislação em vigor para outros quaisquer delinquentes".
No interior de São Paulo, liderados pelo mulato Antônio Bento e seus caifazes, milhares deles escaparam das fazendas e instalaram-se no Quilombo do Jabaquara, em Santos. A essa altura, a campanha abolicionista misturou-se à campanha republicana e ganhou um reforço importante: o Exército Brasileiro pediu publicamente para não mais ser utilizado na captura dos fugitivos. Nos últimos anos da escravidão no Brasil, a campanha abolicionista adotou o lema "Abolição sem indenização". Do exterior, sobretudo da Europa, chegavam apelos e manifestos favoráveis ao fim da escravidão.
Essas fugas em massa de escravos para a cidade de Santos geraram violência, que foi denunciada nos debates sobre a Lei Áurea em 9 de novembro de 1888 na Câmara Geral, pelo deputado geral Andrade Figueira, que acusou a polícia paulista (Força Pública) e políticos de serem coniventes com estas fugas, o que levou os proprietários de escravos paulistas a libertarem seus escravos para evitar mais violência:
Os escravos fugiram em massa, prejudicando não só os grandes interesses econômicos, mas também interesses de segurança pública: houve mortes, houve ferimentos, houve invasão de localidades, houve o terror derramado por todas as famílias, e aquela importante província durante muitos meses permaneceu no terror mais aflitivo. Felizmente os proprietários de São Paulo, compreenderam que, diante da inação da Força Pública, melhor seria capitularem perante a desordem, e deram liberdade aos escravos.— Andrade Figueira
No mesmo sentido, escreveu Joaquim Manuel de Macedo em seu livro: As Vítimas-Algozes, denunciando a cumplicidade dos pequenos estabelecimentos comerciais, chamados de Venda, na receptação dos bens furtados, nas fazendas, pelos escravos e quilombolas:
A "Venda" não dorme: às horas mortas da noite vêm os quilombolas, os escravos fugidos e acoutados nas florestas, trazer o tributo de suas depredações nas roças vizinhas ou distantes ao vendelhão que apura nelas segunda colheita do que não semeou, e, que tem, sempre de reserva, para os quilombolas, recursos de alimentação de que eles não podem prescindir, e também, não raras vezes, a pólvora e o chumbo para resistência no caso de ataques aos quilombos.— Joaquim Manuel de Macedo

### Lei Áurea

Lei Áurea, 1888. Documento sob guarda do Arquivo Nacional.

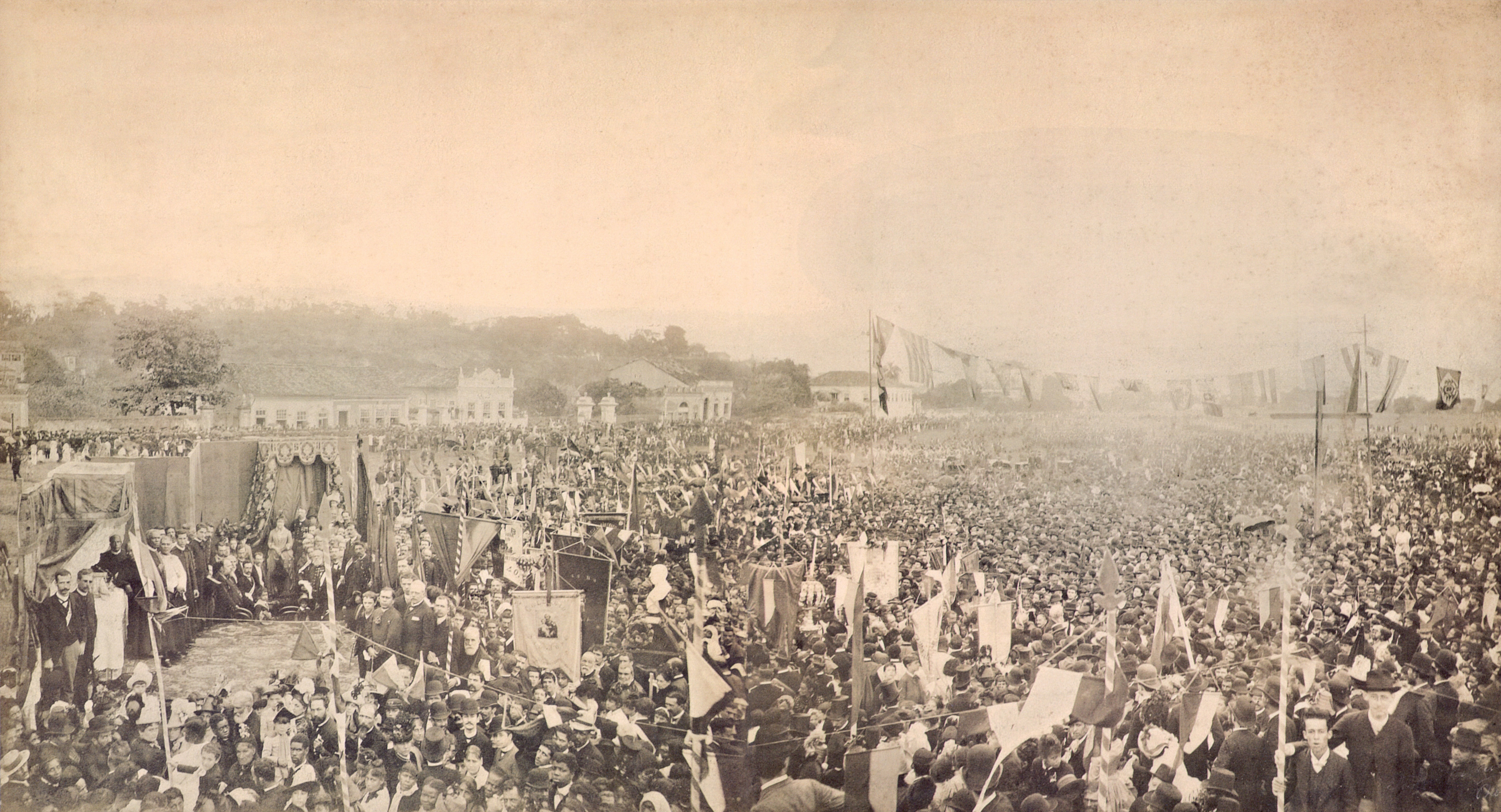
Missa campal de Ação de Graças, no Rio de Janeiro, reúne a princesa Isabel e cerca de vinte mil pessoas, e celebra a abolição, no dia 17 de maio de 1888.

Em 13 de maio de 1888, o governo imperial rendeu-se às pressões e a princesa Isabel de Bragança assinou a lei Áurea, que extinguiu a escravidão no Brasil. A decisão desagradou aos fazendeiros, que exigiam indenizações pela perda de "seus bens". Como não as conseguiram, aderiram ao movimento republicano. Ao abandonar o regime escravista, o Império perdeu uma coluna de sustentação política.
O fim da escravatura, porém, não melhorou a condição social e econômica dos ex-escravos. Sem formação escolar ou uma profissão definida, para a maioria deles a simples emancipação jurídica não mudou sua condição subalterna nem ajudou a promover sua cidadania ou ascensão social. Sobre as consequências negativas da abolição sem amparo aos escravos, no livro "Centenário de Antônio Prado", editado em 1942, Everardo Valim Pereira de Souza fez esta análise:
Segundo a previsão do conselheiro Antônio Prado, decretada de afogadilho a "Lei 13 de maio", seus efeitos foram os mais desastrosos. Os ex-escravos, habituados à tutela e curatela de seus ex-senhores, debandaram em grande parte das fazendas e foram "tentar a vida" nas cidades; tentame aquele que consistia em: aguardente aos litros, miséria, crimes, enfermidades e morte prematura. Dois anos depois do decreto da lei, talvez metade do novo elemento livre havia já desaparecido! Os fazendeiros dificilmente encontravam "meieiros" que das lavouras quisessem cuidar. Todos os serviços desorganizaram-se; tão grande foi o descalabro social. A parte única de São Paulo que menos sofreu foi a que, antecipadamente, havia já recebido alguma imigração estrangeira; O geral da Província perdeu quase toda a safra de café por falta de colhedores!— Everardo Vallim Pereira de Souza
A lei Áurea foi o coroamento da primeira mobilização nacional da opinião pública, na qual participaram políticos e poetas, escravos, libertos, estudantes, jornalistas, advogados, intelectuais e operários.

Esse 13 de maio (que já foi feriado nacional durante a República Velha) da princesa Isabel de Bragança (filha do Imperador Dom Pedro 2.º) é o 13 de maio da doação da liberdade, e ressalta o apoio dado por muitos brancos da época à abolição da escravatura.
Os militantes do atual movimento negro no Brasil evocam um outro 13 de maio, que vê a abolição, em 13 de maio de 1888, como sendo um golpe branco visando a frear o avanço da população negra, que era, na época, um minoria oprimida.
Num terceiro enfoque, o 13 de maio é visto como conquista popular. Nesse enfoque, se devem centrar os debates modernos, que encarem o problema negro como problema nacional. Todo o processo da abolição no Brasil foi lento e ambíguo, pois, como afirma José Murilo de Carvalho: "A sociedade estava marcada por valores de hierarquia, de desigualdade; marcada pela ausência dos valores de liberdade e de participação; marcada pela ausência da cidadania", e mostra ainda José Murilo que não eram apenas grandes fazendeiros que possuíam escravos. Diz ainda o mesmo historiador:
Era uma sociedade em que a escravidão como prática, senão como valor, era amplamente aceita. Possuíam escravos não só os barões do açúcar e do café. Possuíam-nos também os pequenos fazendeiros de Minas Gerais, os pequenos comerciantes e burocratas das cidades, os padres seculares e as ordens religiosas. Mais ainda: possuíam-nos os libertos. Negros e mulatos que escapavam da escravidão compravam seu próprio escravo se para tal dispusessem de recursos. A penetração do escravismo ia ainda mais a fundo: há casos registrados de escravos que possuíam escravos. O escravismo penetrava na própria cabeça escrava. Se, é certo que ninguém no Brasil queria ser escravo, é também certo que muitos aceitavam a ideia de possuir escravo.— José Murilo de Carvalho

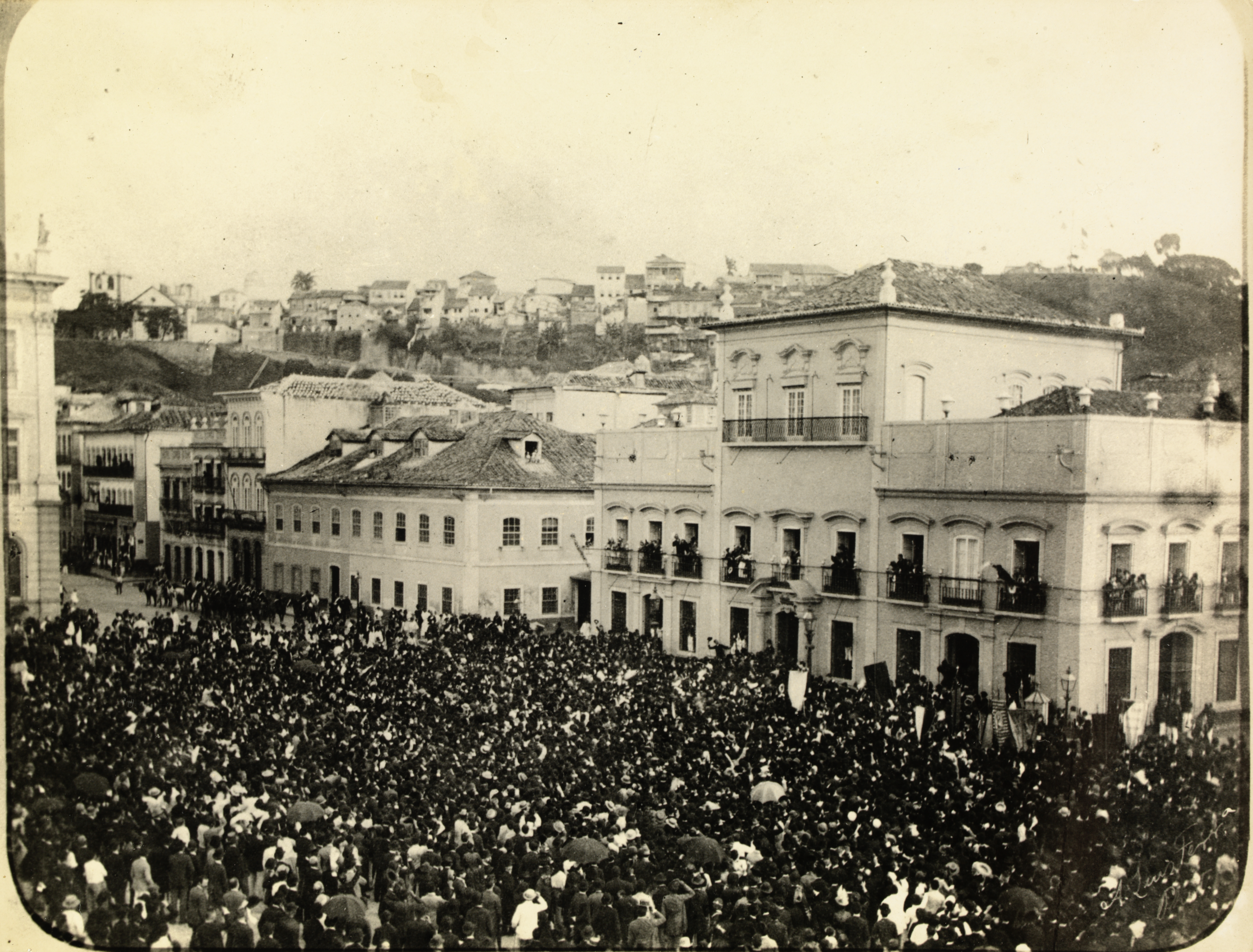
Fotografia de Gilberto Ferrez mostrando o ambiente na frente do Paço Imperial no 13 de maio de 1888.

Escreve, ainda, o mesmo autor, ao comentar a "carga de preconceitos que estruturam nossa sociedade, bloqueiam a mobilidade, impedem a construção de uma nação democrática":
A batalha da abolição, como perceberam alguns abolicionistas, era uma batalha nacional. Esta batalha continua hoje e é tarefa da nação. A luta dos negros, as vítimas mais diretas da escravidão, pela plenitude da cidadania, deve ser vista como parte desta luta maior. Hoje, como no século XIX, não há possibilidade de fugir para fora do sistema. Não há quilombo possível, nem mesmo cultural. A luta é de todos e é dentro do monstro.— José Murilo de Carvalho
O documento original da Lei Áurea, assinado pela Princesa Isabel, encontra-se atualmente no acervo do Arquivo Nacional, na cidade do Rio de Janeiro.

## Indenização aos ex-proprietários de escravos
Apesar de a abolição total da escravidão só ter acontecido em 1888, com a Lei Áurea, as leis do Ventre Livre (Lei 2 040, de 1871) e dos Sexagenários (Lei 3 270, de 1885) já previam indenizações dos escravocratas no caso de liberação dos escravos que eles tinham por posse.
No entendimento de Perdigão Malheiro: "se a escravidão deve sua existência e conservação exclusivamente à lei positiva, é evidente que ela a pode extinguir. A obrigação de indenizar não é de rigor, segundo o Direito absoluto ou Natural; e apenas de equidade como consequência da própria lei positiva, que aquiesceu ao fato e lhe deu vigor como se fora uma verdadeira e legítima propriedade; essa propriedade fictícia é antes uma tolerância da lei por motivos especiais e de ordem pública, do que reconhecimento de um direito que tenha base e fundamento nas leis eternas. No julgamento, sempre se deve decidir o mais favoravelmente que se possa à liberdade. De modo que só se declare escravo e se mantenha como tal aquele sobre quem houver um direito evidente de propriedade; e ainda assim, se não for possível, em rigor ou ao menos por equidade e favor à liberdade, eximi-lo do cativeiro, posto que por meio de indenização ao senhor."
A Lei do Ventre Livre diz, em seu artigo 1.º, §1.º, que os filhos de escravas com até 8 anos incompletos são propriedade dos donos de suas mães. Chegada a idade de 8 anos, os senhores podem optar entre libertar a criança e receber uma indenização de 600 mil-réis do Estado, ou de utilizar-se dos serviços do menor até a idade de 21 anos completos. No artigo 8.º da mesma Lei, determina-se que todos os escravos sejam cadastrados com declaração de nome, sexo, estado, aptidão para o trabalho e filiação.
Seguindo o que foi decidido sobre o cadastro dos escravos, a Lei dos Sexagenários, em seu artigo 1.º, §3.º, estipula o valor de cada escravo conforme a sua idade, variando de 900 mil-réis a 200 mil-réis, sendo que o valor de escravas do sexo feminino é 25% menor. O §8.º do mesmo artigo trata da indenização dos senhores caso o cadastro dos escravos, se for obrigação de algum funcionário seu, não seja feito, uma vez que os escravos não cadastrados seriam automaticamente libertos. O artigo 3.º versa sobre a indenização dos senhores com base no valor de tabela dos escravos, sendo que uma porcentagem do valor seria deduzida de seu preço de acordo com o tempo que levou para o escravo ser liberto a partir de seu cadastro, variando de 2% de dedução se liberto no primeiro ano, a 12% de dedução se liberto do décimo primeiro ano em diante. No caso de escravos com idade entre 60 anos completos e 65 anos incompleto, segundo o artigo 3.º, §10, a indenização aos senhores pela sua alforria se dá pela prestação de serviço por um período de 3 anos. A partir de 65 anos, os escravos são libertos de qualquer obrigação para com o senhor mediante a sua alforria. O artigo 4.º, §4.º, explicita, no entanto, que a regalia à indenização pela alforria dos escravos cessará com a extinção da escravidão, que se deu com a Abolição da Escravatura, em 1888.

### Debates na Câmara dos Deputados
Em 23 de agosto de 1871, antes da publicação da Lei do Ventre Livre (promulgada no mês seguinte, garantindo liberdade aos filhos de escravos nascidos no Brasil), o Senado decide, de forma plenária, autorizar alforria dos escravos da nação, cujos serviços foram dados em usufruto à Coroa, independente de indenização.
Os últimos anos que antecederam a abolição da escravidão foram tumultuados na Câmara dos Deputados. Tentando acelerar o processo emancipatório, entraram, em pauta, projetos de leis que incentivassem o fim da escravidão pelo ressarcimento. Em 15 de julho de 1884, o deputado Antônio Felício dos Santos apresenta o Projeto de Lei n.º 51 "dispondo que se proceda a nova matrícula de todos os escravos até julho de 1885, ficando livres os que não forem inscritos e cujo valor será arbitrado conforme o processo da lei para a libertação pelo fundo de emancipação". O fundo de emancipação buscava reunir, de maneira pecuniária, recursos para a obtenção do maior número possível de cartas da alforria. A indenização asseguraria a legitimidade da propriedade privada, princípio negado após promulgação da Lei da Abolição, ao desclassificar o escravo como um objeto, uma propriedade. Esse fundo foi criado pela Lei do Ventre Livre, em seu artigo 3. O projeto de lei proposto pelo deputado Antônio Felício dos Santos tinha, portanto, como função primordial, o fim da escravidão, pelo simples fato de que, caso não efetuasse a nova matrícula requerida, o proprietário de escravo perderia a posse sobre o mesmo, restando-lhe apenas a justa indenização, prevista pelo fundo emancipatório.
O movimento abolicionista sofreu contraposições da sociedade escravocrata na Câmara. Em 3 de setembro de 1884, o deputado e primeiro-secretário, Leopoldo Augusto Diocleciano de Melo e Cunha, prossegue o testemunho do  Decreto n.º 9 270 elaborado pelo então Ministro e Secretário de Estado dos Negócios do Império Filipe Franco de Sá, com o seguinte teor: "Usando da atribuição que me confere a Constituição Política do Império no artigo 101 § 5.º, e tendo ouvido o Conselho de Estado, hei por bem dissolver a Câmara dos Deputados e convocar outra, que se reunirá extraordinariamente no dia 1.º de Março do ano próximo vindouro." O motivo desta dissolução foram as contraposições criadas pelo Projeto de Lei n° 48, que buscava a implementação de novos impostos para o aumento do Fundo de Emancipação e concedia liberdade aos escravos maiores de 60 anos sem indenização.
A dissolução da Câmara dos Deputados buscava frear os movimentos abolicionistas que estavam se concretizando, mas a oposição não conseguiu conter as ideias liberais.
Uma última tentativa em assegurar o direito indenizatório após a escravidão foi proposta no dia 24 de maio de 1888 com o intuito de estabelecer, como bem descrito em seu preâmbulo: "providências complementares da Lei n° 3 353 de 13 de maio de 1888, que extinguiu a escravidão". O deputado Antônio Coelho Rodrigues enviou, à Câmara dos Deputados, o projeto de lei n° 10, que mandava o governo indenizar, em títulos de dívida pública, os prejuízos resultantes da extinção do elemento servil. Tal projeto sequer foi deliberado, uma vez que ia contra o já estabelecido na Leis Áurea; dos Sexagenários e do Ventre Livre.

### Após a proibição da escravidão
Em 14 de dezembro de 1890, por decreto, em proposta feita por Joaquim Nabuco no ano de 1888, Rui Barbosa, empossado em sua função de Ministro da Fazenda, solicita a destruição de todos os livros de matrícula, documentos e papéis referentes à escravidão existentes no Ministério da Fazenda, de modo a impedir qualquer pesquisa naquele momento e posterior a ele que visasse à indenização de ex-proprietários de escravos. No entanto, essa decisão só foi efetivada em 13 de maio de 1891, na gestão de Tristão de Alencar Araripe, que, na ata do encontro que culminou em tal destruição, mandou analisar a situação do escravo sob o ponto de vista jurídico um ano antes, e as tendências abolicionistas naquela época. Rui Barbosa via, na escravidão, o maior dos problemas do Brasil, não tolerando meios-termos quanto ao seu fim, a exemplo das Leis do Ventre Livre e dos Sexagenários: se é para deixar de existir a escravidão, que seja extinta por completo. O Ministro afirmava que, se era par alguém ser indenizado, deveriam ser os próprios ex-escravos. Porém, sabendo da impossibilidade desse acontecimento, a ideia de queimar seu acervo teve início.

## Indenização aos ex-escravos
Um plano de indenização para os libertos foi mencionado pela princesa Isabel em uma carta enviada ao Visconde de Santa Vitória em 11 de agosto de 1889. O plano envolvia a utilização de fundos doados pelo então Visconde, que seriam advindos de seu banco. A data de início para os procedimentos supostamente seria na posse da nova legislatura em 20 de novembro de 1889 e a princesa pretendia executá-lo com o auxílio de abolicionistas influentes no governo e na mídia como Joaquim Nabuco e José do Patrocínio. A carta original encontra-se atualmente no acervo do Museu Imperial de Petrópolis e faz parte dos documentos cedidos ao museu pelo Memorial Visconde de Mauá. Uma cópia da carta também encontra-se no acervo da Câmara Municipal da Araraquara desde 05 de setembro de 2019 por determinação do Parecer nº 392/2019 da Comissão de Justiça, Legislação e Redação da casa legislativa. 
Com a Proclamação da República em 15 de novembro, 5 dias antes do início da nova legislatura, a possibilidade de execução do plano se exauriu. A posterior queima dos livros de matrícula e de recolhimento de tributos dos ex-escravos determinada por despacho do então Ministro da Fazenda Rui Barbosa em 14 de dezembro de 1890 também impediu qualquer ressarcimento aos libertos. Registros como esses também são utilizados atualmente por países com histórico escravagista para que as pessoas consigam identificar seus antepassados. Apesar de ter sido de suma importância por ter impedido a obtenção de indenizações pelos ex-proprietários de escravos, esse acontecimento é tido atualmente por alguns pesquisadores como fator crucial gerador do “apagamento da memória negra” e constante entre os elementos centrais dos padrões de desrespeito com os grupos negros no Brasil.

## Pós-abolição

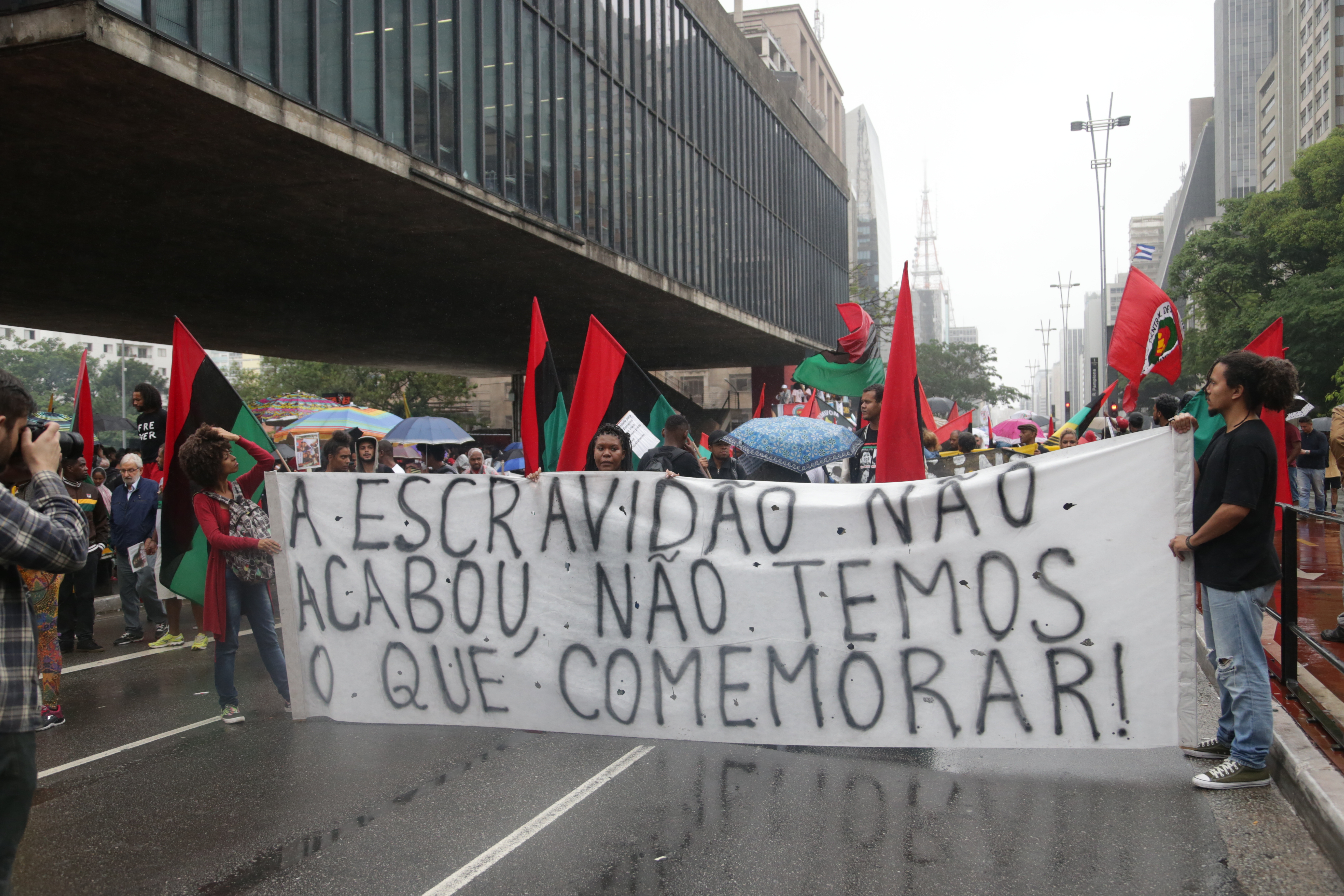
14ª Marcha da Consciência Negra de São Paulo em 2017. O cartaz diz: "A escravidão não acabou, não temos o que comemorar"

Se por um lado a abolição da escravatura representou uma grande conquista ética e humanitária, por outro ela se revelou problemática, pois para os libertos, de muitas maneiras sua situação piorou. Como o governo não organizou nenhum programa para sua integração na sociedade, eles foram entregues à própria sorte. No contexto de uma sociedade dominante branca profundamente impregnada de racismo, a discriminação continuou se manifestando em todos os níveis. A vasta maioria dos libertos permaneceu marginalizada e desprovida de acesso à saúde, à educação, à formação profissionalizante, ao exercício da cidadania. Muitos perderam seu trabalho e sua moradia e foram obrigados a migrar em busca de novas colocações, que geralmente eram precárias e difíceis. A miséria se tornou comum. A pós-abolição foi o início de um longo e árduo processo de luta por direitos, dignidade, reconhecimento e inclusão, que até hoje ainda não está concluído.